# Ryan Suter
Pour les articles homonymes, voir Suter.
Ryan Suter (né le 21 janvier 1985 à Madison capitale du Wisconsin aux États-Unis) est un joueur professionnel américain de hockey sur glace. 
Son père, Bob, a fait partie de l'équipe nationale américaine qui remporte la médaille d'or lors des Jeux olympiques de 1980. Il est également le neveu de Gary, joueur de hockey, vainqueur du trophée Calder en 1986, trophée du meilleur jeune dans sa première saison et le cousin de Jake Suter.

## Carrière

### Carrière en club
Il commence sa carrière en intégrant le programme de développement de l'équipe nationale américaine, US National Team Development Program, programme géré par la fédération USA Hockey. Il intègre l'équipe en 2001-2002 dans la compétition moins de 17 ans et y restera jusqu'en 2003. Il participe alors au repêchage d'entrée dans la Ligue nationale de hockey et est choisi par les Predators de Nashville lors de la première ronde, le septième joueur choisi. Il intègre alors l'Université du Wisconsin et va jouer pour les Badgers du Wisconsin, équipe du championnat NCAA.

#### Predators de Nashville (2005-2012)
Il y joue une saison avant de faire ses débuts en tant que professionnel avec la franchise affiliée aux Predators, les Admirals de Milwaukee de la Ligue américaine de hockey. Il ne joue qu'une saison dans la LAH et intègre l'effectif des Predators lors de la saison 2005-2006. 
Le 5 octobre 2005, il fait ses débuts dans la LNH et il récolte une aide dans une victoire de 3-2 face au Sharks de San José.  
Le 21 décembre 2005, il marque son premier but en carrière dans la LNH dans une victoire de 6-1 contre les Blackhawks de Chicago. Il termine sa première saison dans la LNH avec 1 but et 15 aides en 71 parties. 

#### Wild du Minnesota (2012-2021)
Le 4 juillet 2012, devenu agent libre, il signe un contrat de treize ans pour un montant de 98 millions de dollars avec le Wild du Minnesota tout comme son compatriote Zachary Parisé. Après avoir obtenu 32 points en 48 matchs lors de la saison 2012-2013, Suter est finaliste au trophée James-Norris, remis annuellement au meilleur défenseur de la saison régulière dans la LNH.
Le 14 janvier 2015, il est suspendu pendant deux matchs pour un geste à l'endroit de Steve Downie.
Le 13 juillet 2021, le Wild du Minnesota décide de racheter ces deux contrats qui pèsent sur la masse salariale.

#### Stars de Dallas
Le 28 juillet 2021, il signe un contrat de 4 ans et 14 600 000 de $ avec les Stars de Dallas.

### Carrière internationale
Faisant partie du programme de développement de l'équipe américaine, il joue très tôt les compétitions internationales et remporte de nombreuses médailles internationales.

## Statistiques
Pour les significations des abréviations, voir Statistiques du hockey sur glace.

### Statistiques en club
| Saison     | Équipe                 | Ligue      |       | Saison régulière | Saison régulière | Saison régulière | Saison régulière | Saison régulière |   | Séries éliminatoires | Séries éliminatoires | Séries éliminatoires | Séries éliminatoires | Séries éliminatoires |
| Saison     | Équipe                 | Ligue      | PJ    | B                | A                | Pts              | Pun              | PJ               | B | A                    | Pts                  | Pun                  |                      |                      |
| 2001-2002  | États-Unis             | NAHL       | 35    | 2                | 10               | 12               | 75               | -                | - | -                    | -                    | -                    |                      |                      |
| 2002-2003  | États-Unis             | NAHL       | 9     | 2                | 5                | 7                | 12               | -                | - | -                    | -                    | -                    |                      |                      |
| 2003-2004  | Badgers du Wisconsin   | NCAA       | 39    | 3                | 16               | 19               | 93               | -                | - | -                    | -                    | -                    |                      |                      |
| 2004-2005  | Admirals de Milwaukee  | LAH        | 63    | 7                | 16               | 23               | 70               | 7                | 1 | 5                    | 6                    | 16                   |                      |                      |
| 2005-2006  | Predators de Nashville | LNH        | 71    | 1                | 15               | 16               | 66               | -                | - | -                    | -                    | -                    |                      |                      |
| 2006-2007  | Predators de Nashville | LNH        | 82    | 8                | 16               | 24               | 54               | 5                | 1 | 0                    | 1                    | 8                    |                      |                      |
| 2007-2008  | Predators de Nashville | LNH        | 76    | 7                | 24               | 31               | 71               | 6                | 1 | 1                    | 2                    | 4                    |                      |                      |
| 2008-2009  | Predators de Nashville | LNH        | 82    | 7                | 38               | 45               | 73               | -                | - | -                    | -                    | -                    |                      |                      |
| 2009-2010  | Predators de Nashville | LNH        | 82    | 4                | 33               | 37               | 48               | 6                | 0 | 0                    | 0                    | 0                    |                      |                      |
| 2010-2011  | Predators de Nashville | LNH        | 70    | 4                | 35               | 39               | 54               | 12               | 1 | 5                    | 6                    | 6                    |                      |                      |
| 2011-2012  | Predators de Nashville | LNH        | 79    | 7                | 39               | 46               | 30               | 10               | 1 | 3                    | 4                    | 4                    |                      |                      |
| 2012-2013  | Wild du Minnesota      | LNH        | 48    | 4                | 28               | 32               | 24               | 5                | 0 | 0                    | 0                    | 4                    |                      |                      |
| 2013-2014  | Wild du Minnesota      | LNH        | 82    | 8                | 35               | 43               | 34               | 13               | 1 | 6                    | 7                    | 4                    |                      |                      |
| 2014-2015  | Wild du Minnesota      | LNH        | 77    | 2                | 36               | 38               | 48               | 10               | 0 | 3                    | 3                    | 0                    |                      |                      |
| 2015-2016  | Wild du Minnesota      | LNH        | 82    | 8                | 43               | 51               | 30               | 6                | 0 | 3                    | 3                    | 4                    |                      |                      |
| 2016-2017  | Wild du Minnesota      | LNH        | 82    | 9                | 31               | 40               | 36               | 5                | 1 | 2                    | 3                    | 10                   |                      |                      |
| 2017-2018  | Wild du Minnesota      | LNH        | 78    | 6                | 45               | 51               | 34               | -                | - | -                    | -                    | -                    |                      |                      |
| 2018-2019  | Wild du Minnesota      | LNH        | 82    | 7                | 40               | 47               | 41               | -                | - | -                    | -                    | -                    |                      |                      |
| 2019-2020  | Wild du Minnesota      | LNH        | 69    | 8                | 40               | 48               | 12               | 3                | 0 | 1                    | 1                    | 0                    |                      |                      |
| 2020-2021  | Wild du Minnesota      | LNH        | 56    | 3                | 16               | 19               | 12               | 7                | 0 | 1                    | 1                    | 0                    |                      |                      |
| 2021-2022  | Stars de Dallas        | LNH        | 82    | 7                | 25               | 32               | 40               | 7                | 0 | 3                    | 3                    | 2                    |                      |                      |
| 2022-2023  | Stars de Dallas        | LNH        | 82    | 3                | 22               | 25               | 26               | 19               | 0 | 6                    | 6                    | 18                   |                      |                      |
| 2023-2024  | Stars de Dallas        | LNH        | 82    | 2                | 15               | 17               | 28               | 19               | 1 | 3                    | 4                    | 16                   |                      |                      |
| Totaux LNH | Totaux LNH             | Totaux LNH | 1 444 | 105              | 576              | 681              | 761              | 133              | 7 | 37                   | 44                   | 80                   |                      |                      |

### En équipe nationale
| Année | Équipe         | Compétition                  |   | PJ | B | A | Pts | Pun | +/-               |  | Résultat |
| 2002  | États-Unis U18 | Championnat du monde -18 ans | 8 | 1  | 6 | 7 | 12  | +13 | Médaille d'or     |  |          |
| 2003  | États-Unis U20 | Championnat du monde junior  | 7 | 2  | 1 | 3 | 2   | +5  | 4e place          |  |          |
| 2003  | États-Unis U18 | Championnat du monde -18 ans | 6 | 1  | 3 | 4 | 22  | 0   | 4e place          |  |          |
| 2004  | États-Unis U20 | Championnat du monde junior  | 6 | 0  | 2 | 2 | 8   | +5  | Médaille d'or     |  |          |
| 2005  | États-Unis U20 | Championnat du monde junior  | 7 | 1  | 7 | 8 | 20  | -2  | 4e place          |  |          |
| 2005  | États-Unis     | Championnat du monde         | 1 | 0  | 0 | 0 | 0   | 0   | 6e place          |  |          |
| 2006  | États-Unis     | Championnat du monde         | 7 | 1  | 1 | 2 | 10  | +2  | 7e place          |  |          |
| 2007  | États-Unis     | Championnat du monde         | 7 | 1  | 2 | 3 | 12  | +2  | 5e place          |  |          |
| 2009  | États-Unis     | Championnat du monde         | 9 | 1  | 2 | 3 | 8   | +1  | 4e place          |  |          |
| 2010  | États-Unis     | Jeux olympiques              | 6 | 0  | 4 | 4 | 2   | +9  | Médaille d'argent |  |          |
| 2014  | États-Unis     | Jeux olympiques              | 6 | 0  | 3 | 3 | 4   | +2  | 4e place          |  |          |
| 2016  | États-Unis     | Coupe du monde               | 3 | 0  | 1 | 1 | 0   | -2  | 7e place          |  |          |
| 2019  | États-Unis     | Championnat du monde         | 8 | 0  | 5 | 5 | 4   | -2  | 7e place          |  |          |

## Trophées et honneurs personnels

### LNH
- 2011-2012 : participe au 59e Match des étoiles de la LNH (1)
- 2012-2013 : sélectionné dans la première équipe d'étoiles de la LNH
- 2014-2015 : participe au 60e Match des étoiles de la LNH (2)
- 2016-2017 : participe au 62e Match des étoiles de la LNH (3)